# Ingo Fröhlich
Ingo Fröhlich (* 1966 auf Norderney) ist ein deutscher Bildhauer und Zeichner und Kurator. Er lebt in Berlin und Frankreich.

## Leben
Fröhlich wuchs auf der ostfriesischen Insel Norderney auf. Von 1981 bis 1984 absolvierte er eine Ausbildung als Tischler auf Norderney und von 1985 bis 1988 als Holzbildhauer an der Berufsfachschule für Holzschnitzerei und Schreinerei in Berchtesgaden.
Fröhlich studierte von 1992 bis 1998 Freie Plastik und Zeichnung an der Kunsthochschule Berlin-Weißensee und wurde  2000 Meisterschüler bei Inge Mahn. 2002 erwarb er zudem den Master of Arts in Interdisciplinary Studies an der KHB.
1998 wurde Fröhlich mit dem Mart Stam-Förderpreis ausgezeichnet und im Jahr 2000 für den bauhaus award nominiert. Es folgten Förderstipendien, z. B. von 2000 bis 2001 das Berliner NAFÖG-Stipendium (Mentorin Nanne Meyer) und ein DAAD-Jahresstipendium auf Island von 2003 bis 2004. Dieser Aufenthalt prägte sein Werk nachhaltig. 2008 bis 2009 erhielt der Künstler zudem ein Arbeitsstipendium des Berliner Senats, 2012 ein Residenzstipendium des Goethe-Instituts Helsinki/HIAP auf Suomenlinna, 2018 ein Residenzstipendium des MWFK auf Schloss Wiepersdorf sowie 2020 ein Residenzstipendium der Stiftung Kunstdepot Göschenen in der Schweiz.
1999 gründete Fröhlich das Kunst- und Projekthaus Torstraße 111 (seit 2014: Torstraße 111 – Forum für zeitgenössische Kunst Berlin e. V.) in Berlin-Mitte, das kollektive Wertefragen in kreative Prozesse umsetzt. Das Projekt erhielt 2019 eine Publikationsförderung der Stiftung Kunstfonds Bonn.
2011 begann Fröhlich die bis heute anhaltende Zusammenarbeit mit der Malerin Ulrike Seyboth, mit der er seit 2012 die Ausstellungsreihe Ich zeichne die Zeit, du malst den Moment an verschiedenen Orten der Welt als atelier vagabond realisiert.

## Werke
Ausgangspunkt des künstlerischen Werkes von Fröhlich ist der Raum, den er einerseits mittels Zeichnung erforscht sowie andererseits über spezifische Orte in einen interdisziplinären Kunstkontext stellt. Sein Frühwerk umfasst zahlreiche Illuminationen im Stadtraum mit der Künstlergruppe La Piazza. Als Zeichner widmet sich Fröhlich heute ganz dem Sujet der Zeichnung und lotet unendliche Facetten von intimen, kleinformatigen Studien über großformatige Zeichnungen, Kreidetafeln und Drucke bis hin zu wandfüllenden Kunst-am-Bau-Arbeiten aus.
Seit 1998 nimmt er regelmäßig an Ausstellungen, Projekten, Vorträgen und Kunstmessen im In- und Ausland teil, u. a. in Island, Frankreich, den Niederlanden, Finnland, Uruguay und Großbritannien.

## Ausstellungen
- 2019 Fondation du Pioch Pelat – ARPAC, Montpellier/Castelneau, Frankreich
- 2018 NGORONGORO Berlin, Gallery Weekend, Berlin
- 2015 Village des Arts et Métiers – PARC, Octon, Frankreich
- 2014 Kunstsammlung Jena[2]
- 2013 Goethe-Institut Helsinki, Finnland
- 2011 Georg Kolbe Museum, Berlin
- 2011 Drawing Centre Diepenheim, Niederlande
- 2008 Frize London, mit der Galerie Kling og Bang, Großbritannien
- 2009 Neue Gesellschaft für Bildende Kunst, Berlin
- 2004, 2007, 2008: Galerie Kling og Bang, Reykjavík, Island
- 2006 Ministerio de la Cultura, Montevideo, Uruguay

## Arbeiten im öffentlichen Raum
- punktuell blau, Wandarbeit auf Schloss Wiepersdorf, Brandenburg (2018)
- Intervall Wandzeichnung, Ausgestaltung des Treppenhauses des Goethe-Instituts Helsinki im Rahmen der Designhauptstadt Helsinki 2011 – gefördert durch das Goethe-Institut Helsinki und die Deutsche Botschaft (FIN)
- fassade fragile, UIA Congress „rethinking space-time-architecture“, mit L. Kühne, unterstützt durch Prof. Rainer W. Ernst, Berlin (2003)
- Lichtinstallation im Außenraum, Ankauf einer Skulptur im Innenraum der Bezirkszentralbibliothek Philipp Schaeffer Berlin-Mitte, mit L. Kühne (2002)
- mehr Licht, dauerhafte Lichtinstallation, Goethe-Institut Rotterdam/NL, mit L. Kühne, (2001)
- Transmediale Berlin, Lichtraum- und Fassadenprojekt (2000), luxcargo, Lichtschifffahrt, Spree Berlin (2000)
- transitbilder, Z 2000, Akademie der Künste, Berlin (2000)
- 2. Vitrinenausstellung im Haus des Lehrers, Alexanderplatz, Berlin (2000)
- metronom, Lichtinstallation Spreebogen, Siloanlage Lehrter Stadtbahnhof, Berlin (1999)
- 1. Vitrinenausstellung im Haus des Lehrers, Alexanderplatz, Berlin (1998)
- Studio 5 self generating city, Fassadenprojekt, Fischerinsel, Berlin (1998)
- Entwicklung eines Leitsystems für die Park-Klinik Berlin-Weißensee, Berlin (1998)

## Sammlungen
Fröhlichs Arbeiten sind in zahlreichen privaten und öffentlichen Sammlungen vertreten, u. a. in der Kunstsammlung Jena, Städtische Museen, der Sammlung Safn – Pétur Ararson Reykjavík/Berlin, der Sammlung Ben af Shúlten, Helsinki, im Goethe-Institut, Rotterdam, Goethe-Institut, Helsinki, im Ensemble Modern, Frankfurt a. M., der Park-Klinik Berlin-Weißensee und der Philipp-Schaeffer-Bibliothek, Berlin.

## Kuratorische Tätigkeit
Fröhlich gründet 1999 das Kunsthaus Torstraße 111 mit der Unterstützung von Künstlern aus aller Welt unter dem künstlerischen Motto Die Immobile mobil machen. 2014 rief er mit Unterstützung der Künstlerin Ulrike Seyboth den Verein Torstraße 111 – Forum für zeitgenössische Kunst Berlin e. V. ins Leben. Er ist Kurator von ca. 50 Ausstellungen in den Ausstellungsräumen der Torstraße 111 mit internationalen Künstlern.

## Film
- Various – verschiedenes. Ausstellungsportrait auf ikono.tv
- Plattaforma, YouTube